# DEC Alpha
Pour les articles homonymes, voir Alpha (homonymie).
 (septembre 2020).
Si vous disposez d'ouvrages ou d'articles de référence ou si vous connaissez des sites web de qualité traitant du thème abordé ici, merci de compléter l'article en donnant les références utiles à sa vérifiabilité et en les liant à la section « Notes et références ».
DEC Prism
Le DEC Alpha, aussi appelé Alpha AXP, est un microprocesseur superscalaire RISC 64 bits initialement développé et fabriqué par Digital Equipment Corp. (DEC), qui le commercialisa dans ses stations de travail et ses serveurs.

## Historique

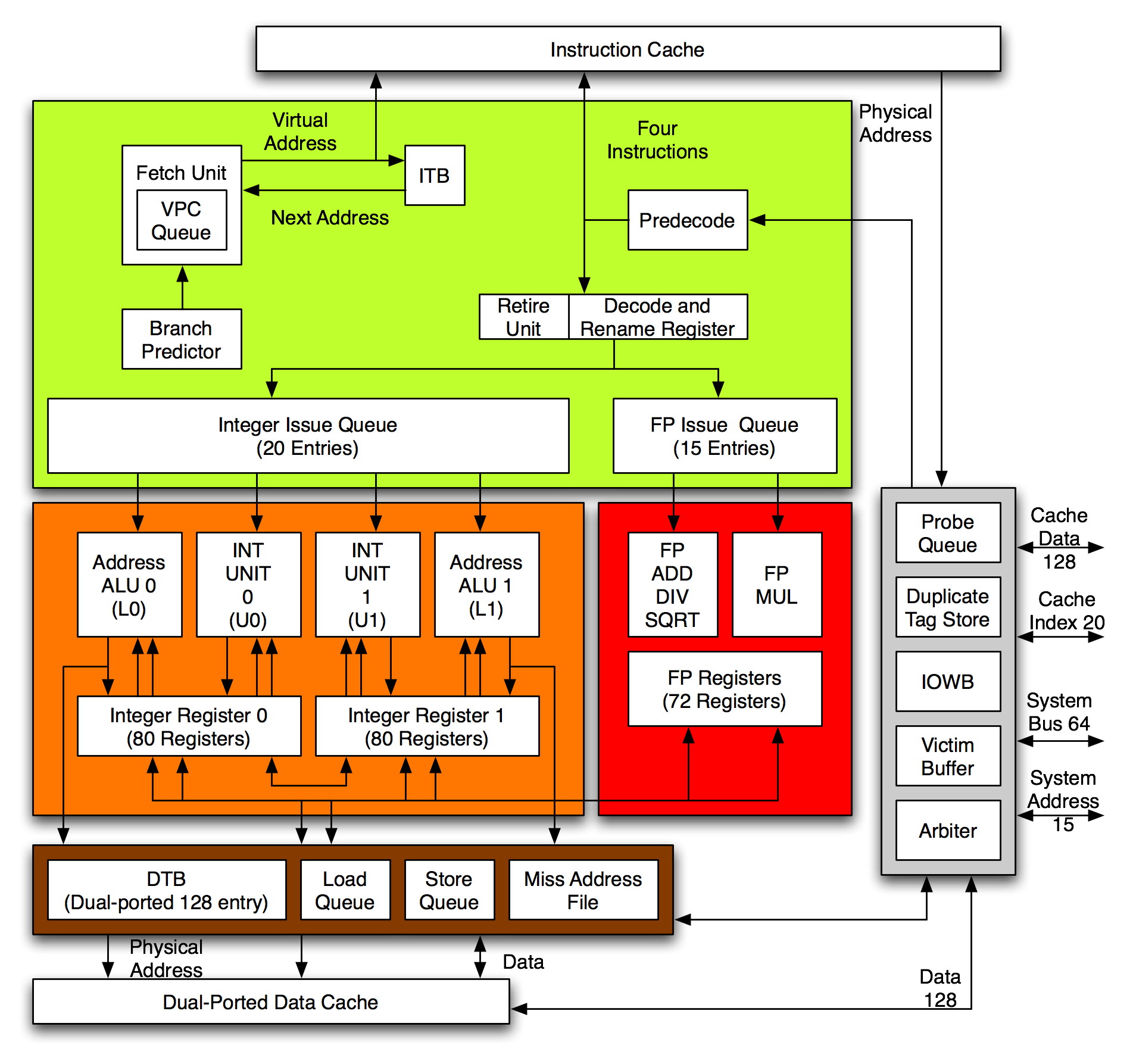
schéma de architecture du DEC Alpha 21264

La conception de l'Alpha s’est très largement inspirée du précédent projet de processeur DEC Prism (en), qui a connu de nombreux retards et ne fut pas commercialisé,.
Selon son fabricant, « ce processeur est le plus rapide en 1994 et le resta pendant plusieurs années,. » Il est notamment à la base de plusieurs superordinateurs Cray produits entre 1999 et 2003.
En 1998, l’architecture fut achetée par Compaq et les secrets industriels et détails de conception vendus à Intel en 2001. La même année, Hewlett-Packard racheta les droits et continua le développement de l’architecture jusqu’en 2004, se contentant ensuite de vendre des serveurs principalement aux clients existants.
En avril 2007, Hewlett-Packard cessa complètement la production et la vente de processeurs Alpha.

## Architecture
Des fréquences plus élevées et de meilleures performances ont été possibles grâce à de coûteux procédés de microgravure[réf. nécessaire] et à son bus d’instructions superpipelinée, mais surtout grâce aux optimisations manuelles du dessin. Il avait un contrôleur mémoire intégré superscalaire.

## Support logiciel
Conçu comme un successeur de la gamme d'ordinateurs VAX, il fut livré avec le système d'exploitation VMS, ainsi que Tru64 (anciennement appelé « Digital UNIX » et développé par DEC). Plus tard des Systèmes d’exploitation libres fonctionnèrent sur l’Alpha, particulièrement GNU/Linux, plusieurs distributions BSD, le micronoyau L4Ka::Pistachio et Plan 9. Microsoft, qui a pour politique que tous ses systèmes d’exploitation puissent fonctionner pour au moins deux processeurs différents[réf. souhaitée], développa pour ce processeur jusqu’à Windows NT 4.0-SP6, mais cessa tout développement pour Alpha après la 3e version bêta de Windows 2000.

## Liste des modèles
| Modèle  | EV n°  | Année | Fréquence [MHz] | Gravure [nm] | Transistors [millions] | Taille [mm²] | Entrées/sorties | TDP [W] | Tension [V] | Débit RAM [Mo/s] | Cache données [ko] | Cache instr. [ko] | Cache S | Cache B | Jeu d’instructions |
| ------- | ------ | ----- | --------------- | ------------ | ---------------------- | ------------ | --------------- | ------- | ----------- | ---------------- | ------------------ | ----------------- | ------- | ------- | ------------------ |
| 21064   | EV4    | 1992  | 150-200         | 750          | 1,68                   | 234          | 290             | 30      | 3.3         | 80               | 8                  | 8                 | --      |         |                    |
| 21064A  | EV45   | 1994  | 200-300         | 500          | 2,85                   | 164          |                 | 33      | 3.3         | 80               | 16                 | 16                | --      |         |                    |
| 21066   | LCA4   | 1993  | 100-166         | 680          | 1,75                   | 209          |                 | 21      | 3.3         | 30               | 8                  | 8                 | --      |         |                    |
| 21066A  | LCA45  | 1994  | 166-233         | 500          | 1,75                   | 161          |                 | 23      | 3.3         | 30               | 8                  | 8                 | --      |         |                    |
| 21164   | EV5    | 1995  | 366-500         | 500          | 9,7                    | 299          | 296             | 56      | 3.3/2.5     | 150              | 8                  | 8                 | 96k     | 1       | R                  |
| 21164A  | EV56   | 1996  | 400-767         | 350          | 9,3                    | 209          |                 | 46      | 3.3/2.0     | 300              | 8                  | 8                 | 96k     | 1-2M    | R,B                |
| 21164PC | PCA56  | 1997  | 400-533         | 350          | 3,5                    | 141          | 264             | 40      | 3.3/2.5     |                  | 8                  | 16                | --      | 1M      | R,B,M              |
|         | PCA57  |       | 600-666         | 280          | 5,7                    | 101          | 283             | 20      | 2.5/2.0     |                  | 16                 | 16                | --      | 1M      | R,B,M              |
| 21264   | EV6    | 1998  | 450-600         | 350          | 15,9                   | 314          | 389             | 73      | 2.0         | 1600             | 64                 | 64                | --      | 2-8M    | R,B,M,F            |
| 21264A  | EV67   | 1999  | 667-750         | 250          | 15,9                   | 210          | 389             |         |             |                  | 64                 | 64                | --      | 2-8M    | R,B,M,F,C          |
| 21264B  | EV68AL | 2001  | 800-833         | 180          | 15,9                   | 125          |                 |         |             |                  | 64                 | 64                | --      | 2-8M    | R,B,M,F,C,T        |
| 21264C  | EV68CB | 2001  | 1000–1250       | 180          | 15,2                   | 125          |                 | 65-75   | 1.65        |                  | 64                 | 64                | --      | 2-8M    | R,B,M,F,C,T        |
| 21264D  | EV68CX |       |                 |              |                        |              |                 |         |             |                  | 64                 | 64                | --      | 2-8M    | R,B,M,F,C,T        |
| 21364   | EV7    | 2003  | 800-1300        | 180          | 130                    | 397          | 1443            | 125     | 1.5         |                  | 64                 | 64                | 1.75M   | --      | R,B,M,F,C,T        |
| 21364   | EV7z   | 2003  | 1300-           | 180          |                        |              |                 |         |             |                  | 64                 | 64                | 1.75M   | --      | R,B,M,F,C,T        |